# Slither.io
Slither.io es un videojuego de navegador masivo en línea publicado el 25 de marzo de 2016 por la compañía Lowtech Studios.  La perspectiva del juego es cenital, es decir, un ángulo de cámara que muestra al jugador el área circundante desde arriba.
Su versión para Android e iOS fue publicada el mismo día de su fecha de salida en PC.

## Modo de juego

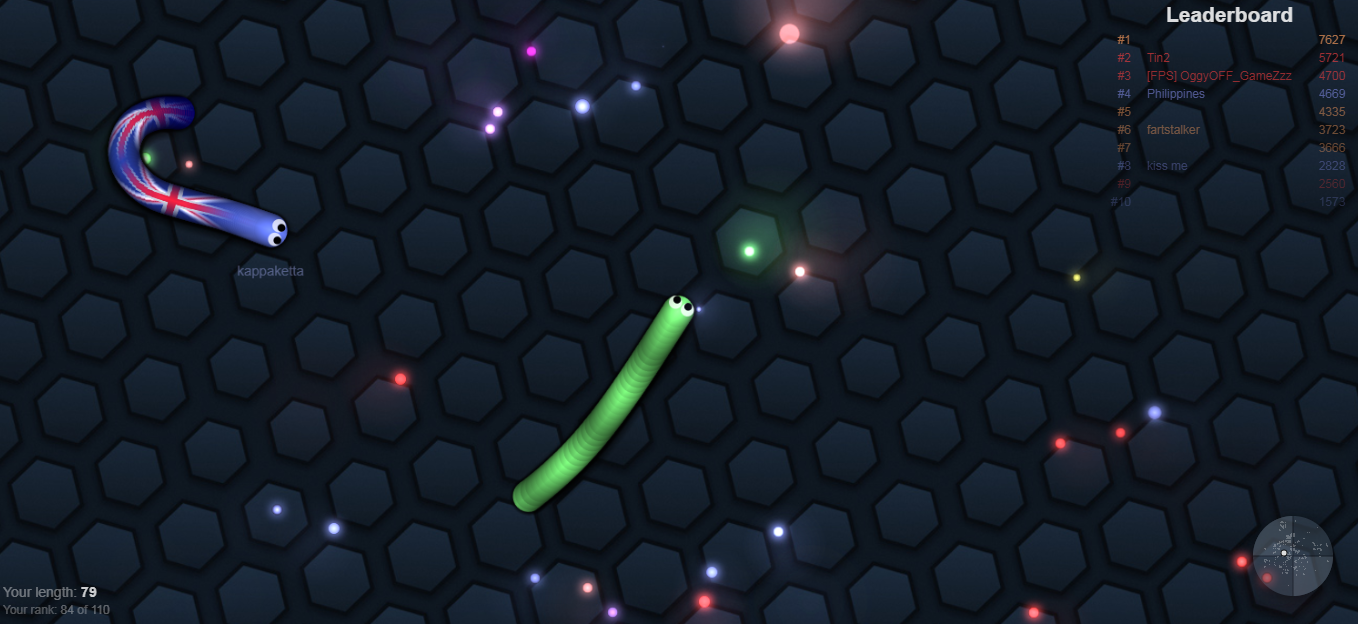
Perspectiva de un jugador en Slither.io, siendo el jugador un gusano verde

El jugador empieza con una serpiente pequeña y tiene como objetivo ser lo más grande que pueda. Para lograr ese objetivo el jugador debe mover su serpiente para comer los pequeños puntos de colores, además de comer otras serpientes envolviéndolas o poniéndose en su camino con el turbo para alcanzar más rápido a sus presas.
Slither.io contiene 4 entidades: pellets, las serpientes, los pellets iluminados y los pellets de las serpientes.
- Pellets: o los alimentos, se dispersan al azar en el mapa. Cuando se ingieren, la longitud de la serpiente crece un 1 más de longitud, regularmente se pueden encontrar muchos en el centro del mapa.
- Los gusanos o serpientes: Son controladas por los jugadores. Las serpientes de mayor y menor tamaño pueden ser aniquiladas rodeándolas hasta que se queden sin espacio o interfiriendo su radio de giro para matarla y así poder comértelas, si eres más grande girarás más lento, lo cual es incluso más notable con el turbo. Al matar a tus oponentes se convertirán en bolas de luz que te aumenta 11 de longitud cada una. La técnica de envolver se encuentra entre las más utilizadas, y es una de las formas más efectivas de matar a los oponentes, pero no es infalible si se aplica de forma inapropiada.
- Pellets iluminados: Son Pellets que se mueven por todo el mapa que te aumenta 100 de longitud en tu serpiente, estos se mueven por voluntad propia, por lo cual, a veces es difícil comerlos. Nota: Sólo aparecen en el modo en línea
- Los Pellets de las serpientes: son los Pellets que sueltan las serpientes cuando hacen el turbo, estos Pellets te aumentan de 1 a 40 de longitud, dependiendo del tamaño de la serpiente.

La forma de matar a un oponente es simple, su cabeza tiene que chocar con el cuerpo de otra serpiente o gusano. Cuando un gusano es pequeño (de tamaño), puede matar a los más grandes con suma facilidad, como son más ágiles, pueden matarlas y absorber la masa de estas.
Mientras más grande es un gusano mayor es el radio de giro y más se pierde agilidad y agudeza, afectando las maniobras ya sea de ataque o evasión. Todos los gusanos/serpientes tienen exactamente la misma velocidad (base y turbo) independientemente del tamaño que sea.
Cuando el jugador muere, se le traslada a la página inicial, todavía puede jugar, pero su masa será la misma (10) con la que empiezan todos los demás jugadores.
Ocurre a menudo que el juego presenta mucho "lag", por lo que se han lanzado algunos mods de terceros que previenen esto, no obstante, no suelen ser muy efectivos. En muchos casos el lag es causado por ciertos servidores que presentan mucha latencia o insuficiente ancho de banda; en estas situaciones actualizar la página o morir dentro el juego puede solucionarlo.

## Actualizaciones
Slither.io se lanzó el 25 de marzo de 2016 por Lowtech Studios. Lowtech Studios continuo actualizándolo y añadiendo más realismo al juego.
El mismo día se lanzó Slither.io para iOS y Android. la versión de iOS es compatible con Iphone, Ipad y Ipod Touch.
El 13 de abril de 2016 se lanzó la primera actualización que añadieron el juego en equipo, más colores de serpientes, contador de muertes, indicador de ping, chat en todas las salas del juego y arreglaron los problemas de conexión.

## Protocolo
El juego usa WebSockets para comunicarse con el servidor, un protocolo de baja latencia incluido en el estándar HTML5 que soporta la mayoría de los navegadores. En este sentido, es similar a otros juegos, incluyendo a Agar.io.